# Andover (Kansas)
Andover é uma cidade localizada no estado americano de Kansas, no Condado de Butler.

## Demografia
Segundo o censo americano de 2000, a sua população era de 6698 habitantes. 
Em 2006, foi estimada uma população de 9546, um aumento de 2848 (42.5%).

## Geografia
De acordo com o United States Census Bureau tem uma área de 
17,7 km², dos quais 17,7 km² cobertos por terra e 0,0 km² cobertos por água. Andover localiza-se a aproximadamente 399 m acima do nível do mar.

## Localidades na vizinhança
O diagrama seguinte representa as localidades num raio de 16 km ao redor de Andover. 